# Спаранизе
Спаранизе (итал. Sparanise) — коммуна в Италии, располагается в регионе Кампания, в провинции Казерта.
Население составляет 7447 человек (на 2010 год), плотность населения составляет 397 чел./км². Занимает площадь 18 км². Почтовый индекс — 81056. Телефонный код — 0823.
Покровителем коммуны почитается святой Виталиан Капуанский, празднование 16 июля.